# Provisionnement
Le provisionnement - calque français du mot provisioning, mot anglais désignant l'approvisionnement - est un terme utilisé dans le monde de l'informatique, désignant l'allocation automatique de ressources.
Les outils de provisioning sont des outils de gestion de configuration (ou de « gestion de paramétrage ») permettant d'installer et de configurer des logiciels à distance (télédistribution), ou encore d'allouer de l'espace disque, de la puissance ou de la mémoire.
Dans le monde des télécommunications, le provisioning consiste à adapter un service aux besoins d'un client et à le configurer. Dans certains cas, l'utilisateur peut même effectuer lui-même certaines opérations : il s'agit alors d’auto-provisionnement, en anglais « self-provisioning ».
Au sens large, le provisioning est l'affectation plus ou moins automatisée de ressources à un utilisateur (poste de travail, téléphonie).